# La Banque Agricole
Pour les articles homonymes, voir Crédit agricole (homonymie).
La Caisse nationale de crédit agricole du Sénégal (CNCAS) est une banque sénégalaise dont le siège social se trouve à Dakar sur la place de l'Indépendance.

## Histoire
La CNCAS s'est constituée sous forme de société anonyme avec conseil d'administration en avril 1984. Ses activités ont véritablement commencé avec l'ouverture d'un premier guichet à Dakar en mars 1985.

## Activités
Le classement des 200 premières banques africaines situe la société à la 197e place en 2007 (184e l'année précédente). C'est la septième banque sénégalaise dans ce palmarès annuel.